# Alessandro Del Vita
Alessandro Del Vita (* 15. Januar 1885 in Arezzo; † 28. Juni 1961 ebendort) war ein italienischer Kunstkritiker, Kunsthistoriker und Museumsdirektor.

## Leben
Die Tätigkeit des Forschers Alessandro Del Vita, älterer Bruder des Keramikkünstlers Antonio (1889–1975), konzentrierte sich zeitlebens auf seine Aretiner Heimat. Früh dem italienischen Faschismus zugewandt (1922 führte er eine der zwei aus Arezzo stammenden Gruppen beim Marsch auf Rom an; 1925 zeichnete er das von Giovanni Gentile initiierte Manifest der faschistischen Intellektuellen, womit er sich zu Benito Mussolini bekannte), wurde er in den 1920er Jahren bis zur Niederschlagung der Faschisten Direktor des Museo Archeologico, der Pinakothek sowie der Biblioteca della Fraternita dei Laici in Arezzo. Darüber hinaus fungierte er als Direktor der Casa di Giorgio Vasari und gründete 1927 die Zeitschrift Il Vasari, die sich schnell als bedeutsames Organ der Erforschung Giorgio Vasaris und der Kunst des Cinquecento etablierte. Er war auch eine zentrale Gestalt der Zeitschrift La Torre sowie der faschistischen Zeitschrift Giovinezza. Zu den kunsthistorischen Verdiensten Del Vitas zählt ebenfalls die Neuordnung des Museo Civico di Castiglion Fiorentino sowie die Bemühung um den Kunstschutz im Rahmen seines Amts als Presidente dell'Ente Provinciale del Turismo in den letzten Kriegsjahren.
Nach 1945 nahm der mit zahlreichen Auszeichnungen und Ehrenmitgliedschaften renommierter Akademien versehene Forscher (unter anderem Ispettore onorario ai monumenti e scavi di Arezzo, Socio der Accademia Petrarca di lettere, arti e scienze und Socio onorario der Accademia Etrusca di Cortona) keine wichtige Position mehr ein, zahlreiche der Preise und Ehrenmitgliedschaften wurden ihm aberkannt. Er ist gemeinsam mit seiner Ehefrau Conforta Chianucci (16. März 1896 – 18. März 1988), die er 1923 geheiratet hatte, in Arezzo begraben.